# Saffárovci
Saffárovci byla perská dynastie, která vládla v letech 861–1003 v Chorásánu a části Transoxanie na území dnešního severního Íránu a Afghánistánu.
Dynastii založil bývalý měďotepec (Saffari) jménem Ja`kúb, který jako vojenský velitel ovládl oblast Sistanu (dnešní Sístán a Balúčistán) a začal ovládané území rozšiřovat směrem na západ. Dobyl Chorásán a ukončil zde vládu dynastie Táhirovců, dále části dnešního Pákistánu a západního Íránu téměř po Bagdád.
Již v roce 900 jeho bratra a následníka Amra porazili Sámánovci a musel se vzdát Chorásánu. Další Saffárovci byli omezeni na území Sistanu a byli vazaly Sámánovců.

## Saffárovská dynastie
- Ja`kúb ibn al-Laith as-Saffari (861–879)
- Amr bin al-Laith (879–900)
- Táhir bin Muhammad bin `Amr (900–909)
- Al-Laith bin Alí al-Laith (909–910)
- Muhammad bin Alí (910–910)
- Al-Mu`addal bin Alí (910–911)
- Amr bin Ja`kúb (912–912)